# Tobak

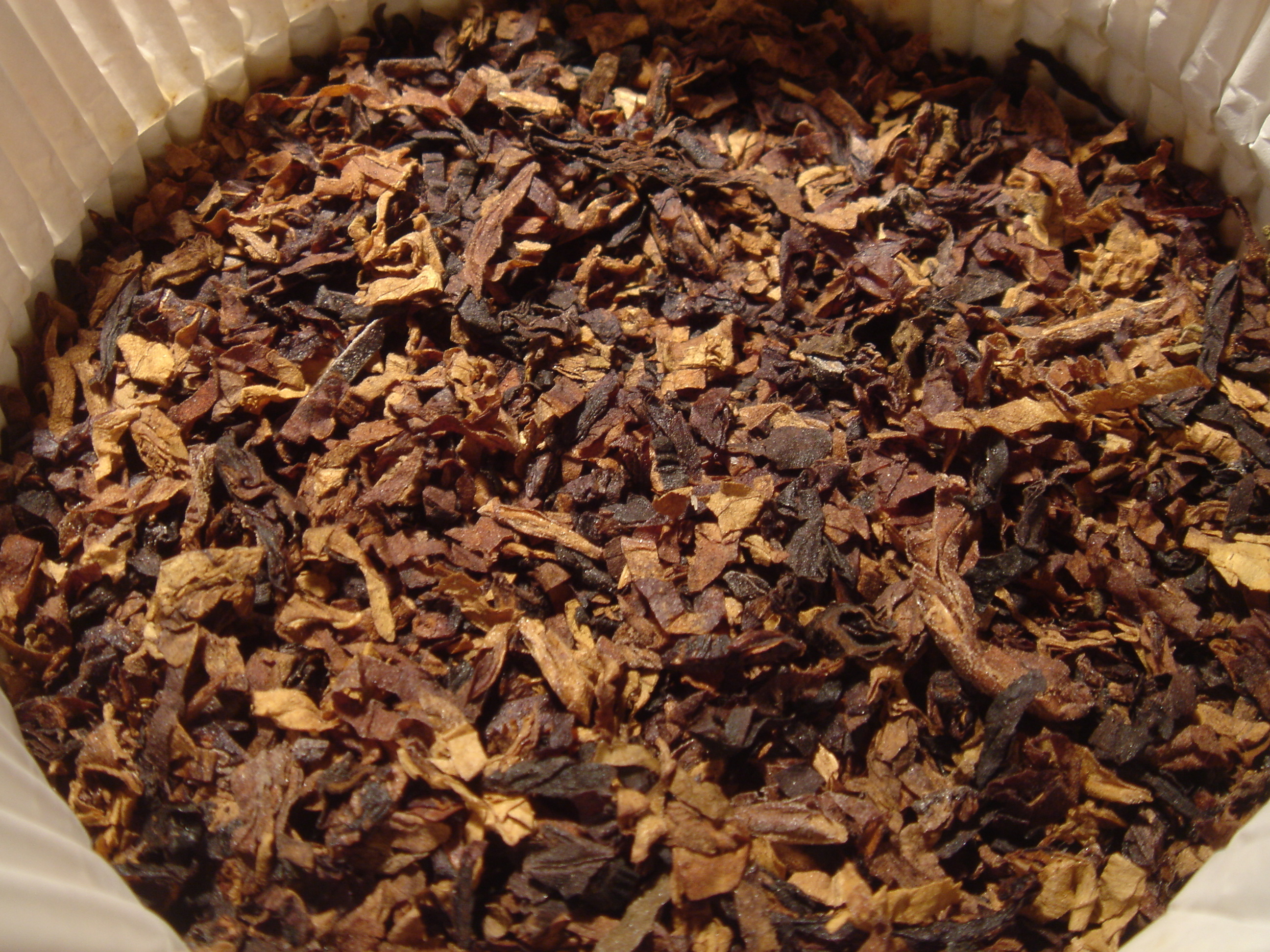
Tobak

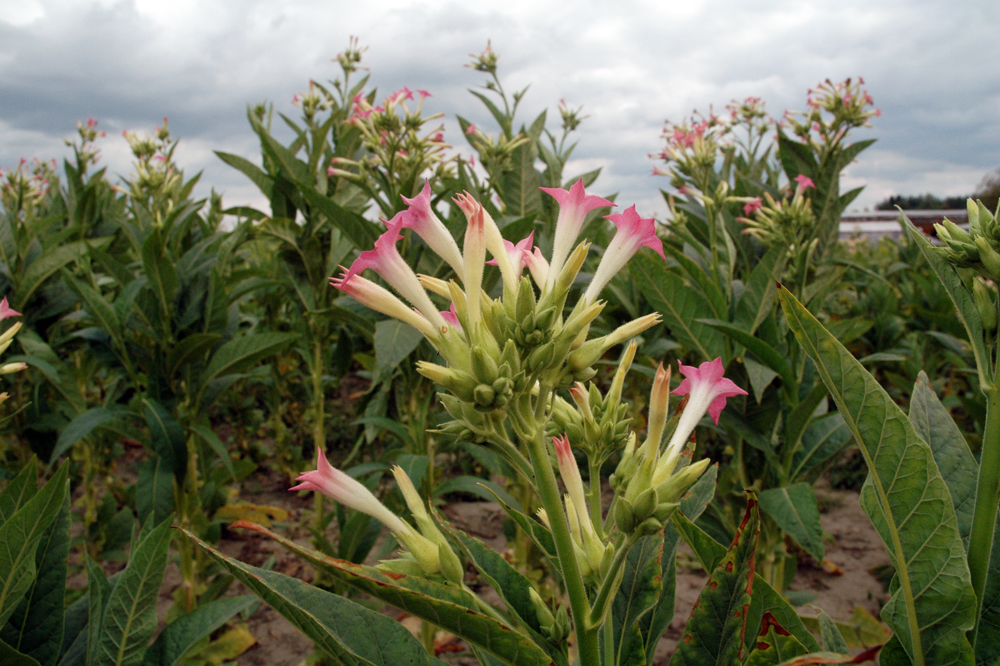
Tobaksplantor med blommor

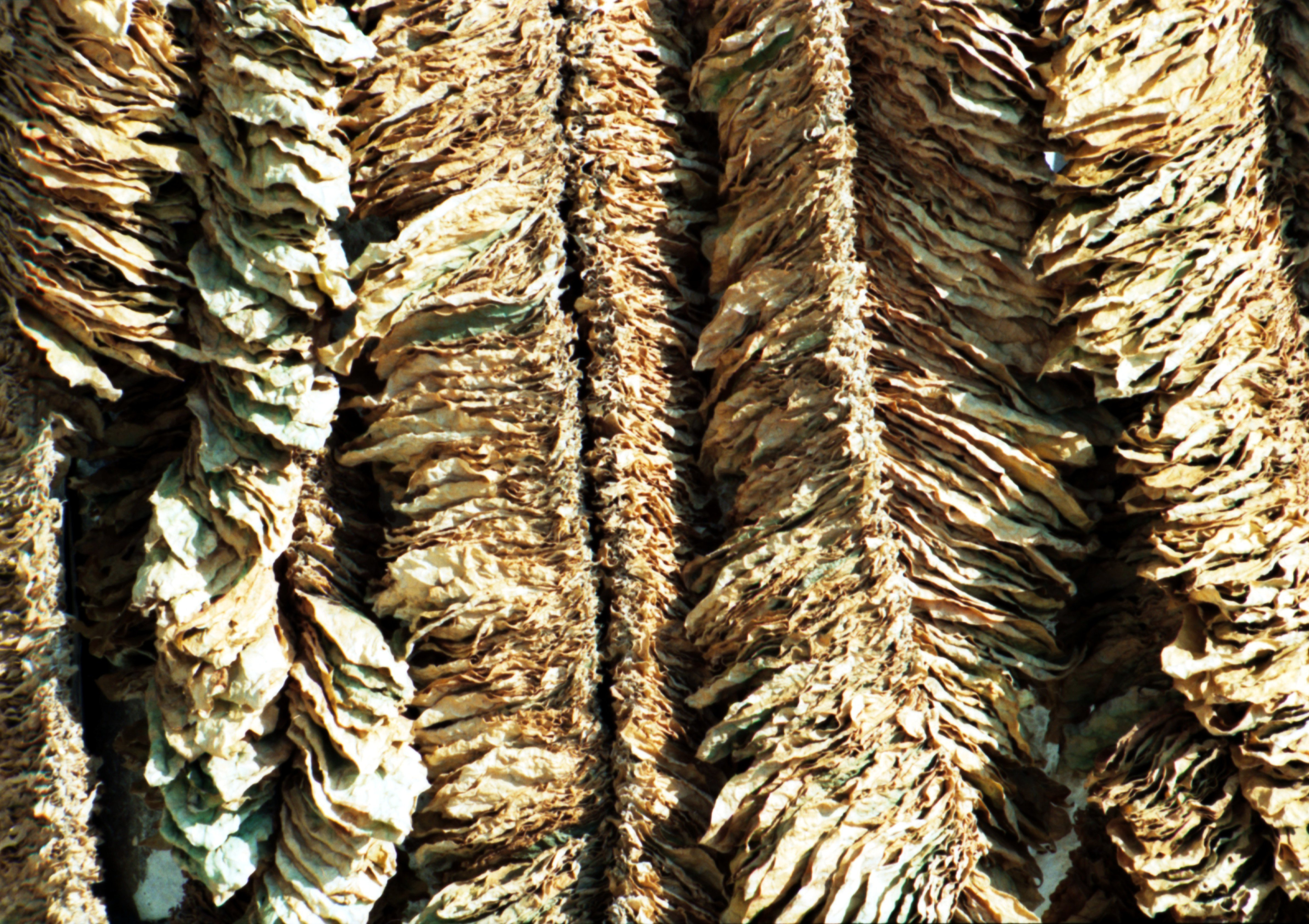
Torkande tobaksblad

Tobak är en jordbruksprodukt som framställs av bladen från olika växter inom tobaksläktet. Tobaksplantan odlades ursprungligen i Amerika och Christofer Columbus (1451–1506) var den förste europén som fick kunskap om tobaken och hur den användes. När den konsumeras är det oftast i form av rökning, tuggning, luktning eller snus. När tobaken introducerades i den gamla världen hade den länge använts i religiösa och rituella sammanhang av den amerikanska urbefolkningen. Den populariserades dock snabbt som en handelsvara för högtidlig lyx och senare vardagligt bruk. Denna popularisering bidrog starkt att utveckla södra USA:s ekonomi, främst innan bomullshandeln tog fart.
På grund av nikotinets beroendeframkallande egenskaper utvecklas tolerans. Absorptionskvantiteten, frekvensen och snabbheten som tobakskonsumtionen visar upp tros vara direkt relaterat till biologiskt nikotinberoende och tolerans.  Runt 1,1 miljarder personer över hela världen beräknas nyttja tobak regelbundet, vilket är upp emot en tredjedel av världens vuxna befolkning. Världshälsoorganisationen rapporterar att tobaksmissbruk är den främsta förebyggbara dödsorsaken över hela jorden, och beräknar att tobaken orsakar runt 5,4 miljoner dödsfall om året. På senare år har rökningsnivåerna minskat i i-länder, även om de ökar i u-länder.

## Etymologi
Det finns många tobaksarter, som alla tillhör tobaksläktet, Nicotiana. Nicotiana (såväl som nikotin) fick sitt namn från Jean Nicot, Frankrikes ambassadör i Portugal som 1559 sände tobak som en medicin till Katarina av Medici.
Namnet tobak kommer från det spanska ordet tabaco för växten. Det kommer i sin tur från ett liknande ord som Christofer Columbus uppfattade på Hispaniola och vars ursprungliga betydelse är oklart. Det kan syfta på själva växten, på en pipa som används för rökning eller på ett tobaksblad inrullat i ett majsblad.

## Produktion

### Odling
Tobak är en ettårig gröda, som odlas på samma sätt som andra jordbruksprodukter. Fröna sås i växthus eller drivbänkar för att förebygga insektsattacker, och planteras sedan ut på fälten. Skörden sker för hand, eller vanligtvis mekaniskt. Efter skörden torkas bladen, varvid en långsam oxidation äger rum, som påverkar ingående karotenoider.
Olika sorters råtobak används för grundprodukterna cigaretter, cigarrer och piptobak. Allt efter vilken sorts tobak det rör sig om,
skiljer sig tillverkningsprocesserna markant, inte minst när det gäller lagring och smaksättning. Generellt gäller att tobaken fortsatt torkas, går igenom olika jäsningsprocesser och pressas, innan den packas och sänds till tobakstillverkarna.
Hos tillverkarna fortsätter torkning, jäsning, pressning och inte sällan smaksättning. Till sist tillverkas avsedd produkt och förpackas.

### Global tillverkning
Odlingen av tobak ökade med 40 % mellan 1971, då 4,2 miljoner ton odlades, och 1997, då 5,9 miljoner odlades.
| Topp 9 tobaksproducenter, 2012 | Topp 9 tobaksproducenter, 2012 | Topp 9 tobaksproducenter, 2012 |
| Land | Produktion (ton)               | Notis a)                       |
| --- | ------------------------------ | ------------------------------ |
| Kina | 3 200 000                      |                                |
| Indien | 875 000                        | F                              |
| Brasilien | 810 550                        |                                |
| USA | 345 837                        |                                |
| Indonesien | 226 700                        |                                |
| Malawi | 151 150                        |                                |
| Argentina | 148 000                        | F                              |
| Tanzania | 120 000                        |                                |
| Zimbabwe | 115 000                        | F                              |
| Världen | 7 490 661,35                   | S                              |
| a) Ingen notis = officiella värden F = FAO uppskattning S = Sammanlagt (innehåller officiella eller halvofficiella värden samt uppskattningar) |                                |                                |

## Tobakens historia

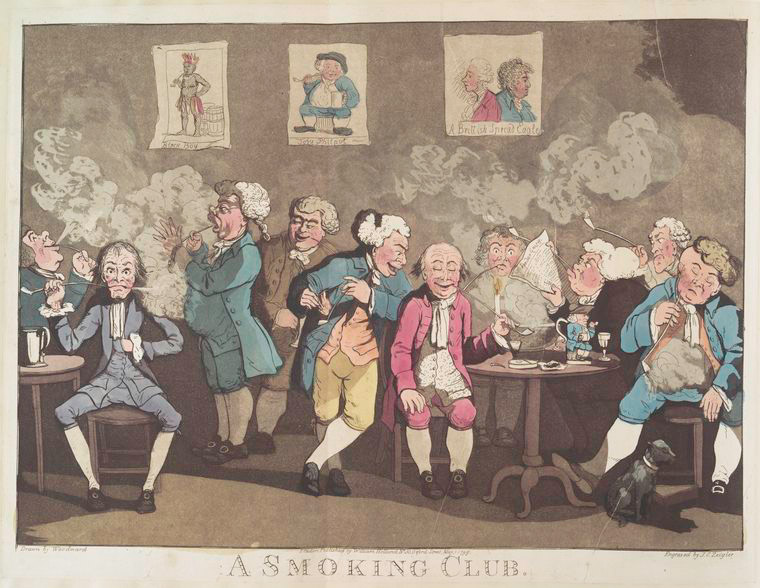
"A Smoking Club"

Från Centralamerika kom tobaksplantan antagligen först till Spanien och Portugal genom frön, som hemförts i början av 1500-talet. Till en början odlades den där endast som prydnads- och medicinalväxt.
Annorlunda gick det i England, dit tobaken kom på 1570-talet. På 1600-talet blev rökning en sed som omfattades av alla folkklasser i England, även bland damer och till och med bland barn. Tobaksbodar förekom i de flesta engelska städerna lika allmänt som ölstugor.
I Italien och Frankrike började tobak allmänt begagnas först på 1600-talet, och då framför allt i form av snus; i dessa båda länder var det de lägre klasserna som rökte. Då franska seder under Ludvig XIV:s tid blev förhärskande i England, började även där så småningom rökningen försvinna inom de högre kretsarna, men i stället blev snusdosan så mycket mer omtyckt av både herrar och damer. I Spanien kom snuset på modet efter 1650, och där blev rökning vanligt först i början av 1800-talet. I Tyskland trängde tobak och kritpipa in från Holland på trettioåriga krigets tid. Regeringarna var länge fientligt inställda mot tobaksbruket, som tycktes leda till att stora summor pengar strömmade ur landet ingen nytta, men de fick småningom klart för sig att de inte kunde utrota vanan. Istället började de själva dra nytta av seden genom att belägga tobaksbruk med en hög avgift. Snart började tobak odlas i de flesta europeiska länder, men den europeiska tobaken ansågs inte kunna tävla med den amerikanska i kvalitet. Under 1600- och 1700-talet ansågs den bästa tobaken komma från den engelska kolonin Virginia.

### Sverige
Under 1600-talet rökte man ur brända lerpipor. År 1724 ger kung Fredrik I ut en kunglig befallning där han uppmanar till tobaksodling över hela landet. Målet är att göra Sverige självförsörjande och slippa importera.
Tobakodling var ett klassiskt kvinnoarbete, och kunskapen gick ofta i arv från mor till dotter. Under senare delen av 1800-talet arbetsvandrar många kvinnor under sommarhalvåret från landsbygden till städerna för att hitta arbete vid någon av de större tobaksodlingarna.
1760 fanns det tobaksodlingar i 72 rikssvenska och 12 finlandssvenska städer.
Tobakspinneri är en äldre form av tobaksfabrik för framställning av tobak, huvudsakligen piptobak. Yrkesbeteckningen var tobakspinnare. För att få spinna tobak krävdes ett privilegium utfärdat av kommerskollegium.[källa behövs] I Tobaks- och tändsticksmuseum på Skansen i Stockholm finns ett gammalt tobakspinneri med anor från 1600-talet bevarat, där man visar hur det gick till att spinna tobak förr.
På 1700-talet blev det också mode bland adeln att snusa genom näsan. Omkring år 1810 förändrades den vanan i Sverige. I stället för att snusa i näsan, lade man in en prilla under läppen. Det är än idag vanligare i Sverige än i de flesta andra länder. Det första rikstäckande snusmärket var Ljunglöfs Ettan (1822). Portionssnus introducerades 1974 med märket Tre Ankare. Sedan 1814 har cigarrer tillverkats i Göteborg.[källa behövs]

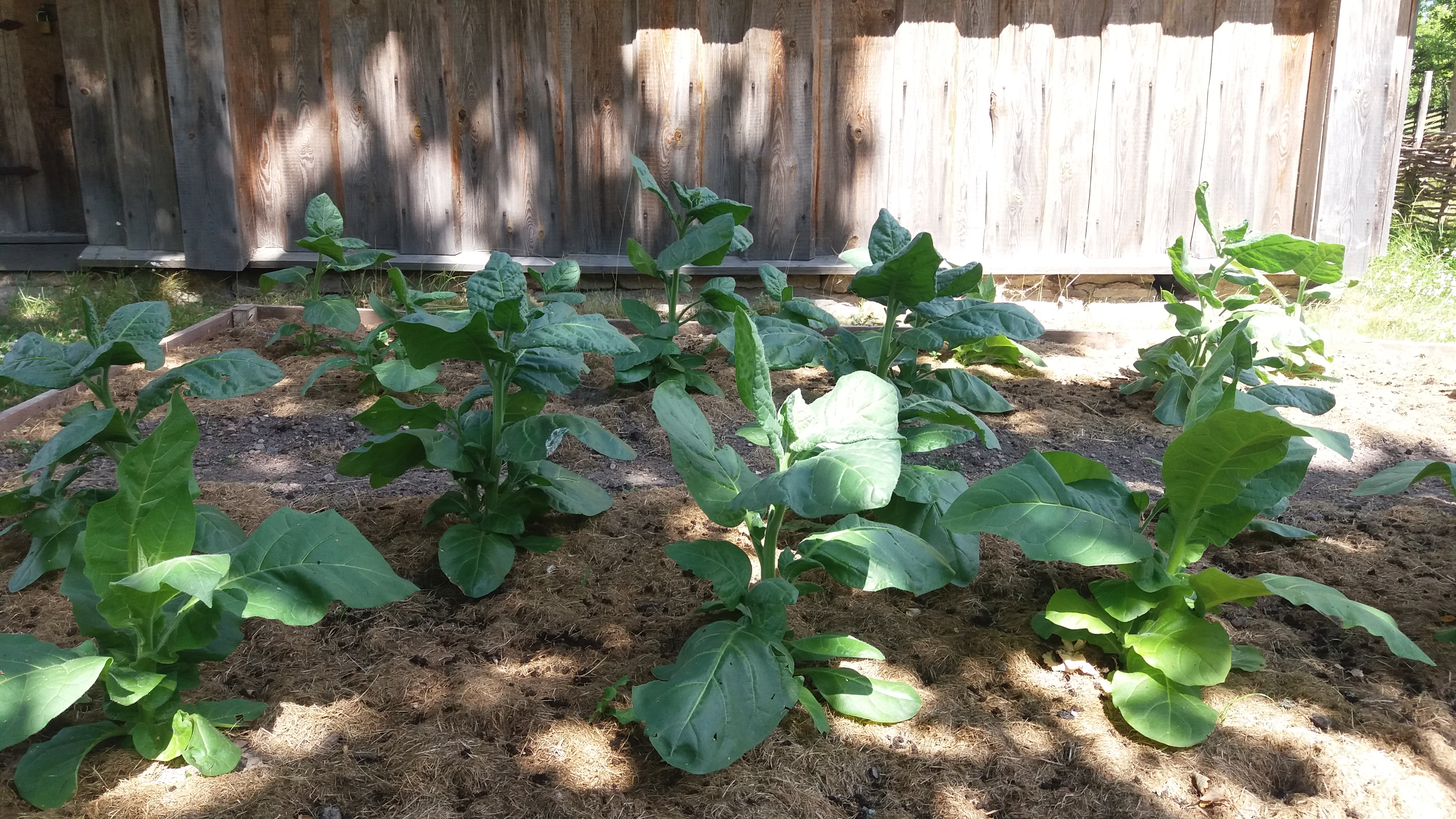
Odling vid Västergötlands museum
Sorten heter "Mor Alida", en hyllning till kvinnogörat

I Sverige har man odlat tobak under lång tid. Det var en lönsam och gillad sysselsättning. Successivt har odlingen minskat. Från 2000 till 2001 var de sista större odlingarna i Sverige de för exklusiv snustillverkning av Kungssnus. 2019 finns i Sverige ingen industriellt lönsam odling av tobak, men museal tobaksodling förekommer, t.ex. vid Västergötlands museum.
År 1964 fastslogs sambanden mellan tobaksrökning och lungcancer. Den 1 januari 1997 förbjöd Sverige tobaksförsäljning till barn och ungdomar under 18 år.  Hjälp för tobaksberoende som vill sluta är relativt väl utvecklad i Sverige, där bland annat en landsomfattande telefonbaserad behandling (Sluta-röka-linjen) erbjuds gratis till alla som vill sluta.

## Tobaksprodukter

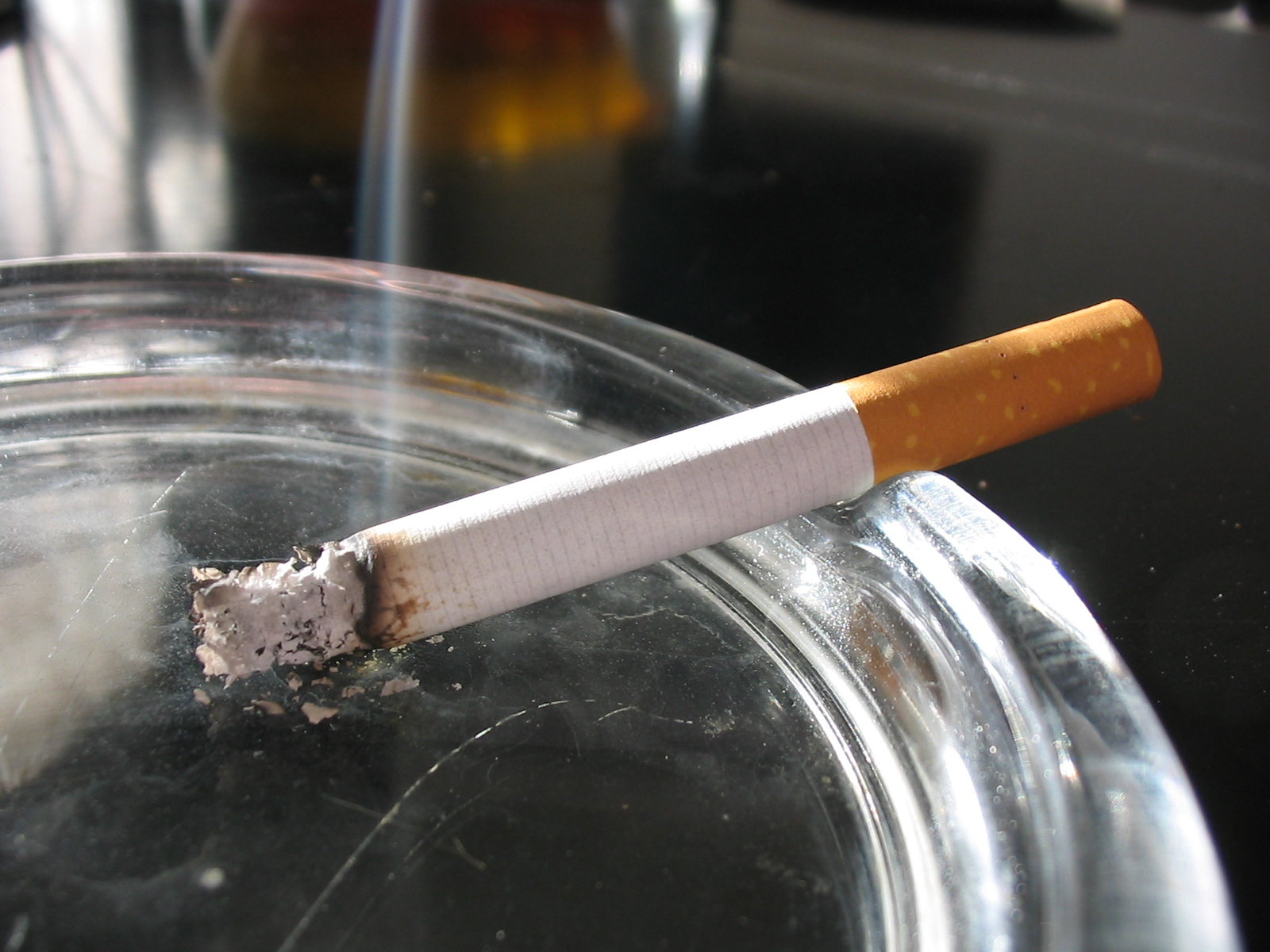
En cigarett

Den mesta tobaken är till för tobaksrökning. Dit hör cigaretter, cigarriller, cigarrer och piptobak. Andra former av tobak är snus och tuggtobak.

## Risker
Bruk och missbruk av tobak bidrar till den samlade sjukdomsbördan i Sverige och orsakar förluster av levnadsår. År 2010 var tobaksrökning den fjärde största riskfaktorn för ohälsa, före alkohol som låg på åttonde plats och narkotikabruk på tionde plats. Unga män har en högre risk att utveckla beroende av snus jämfört med unga kvinnor, medan ingen könsskillnad har hittats mellan risken att utveckla beroende av cigaretter. I en SBU-rapport från 2015 fann man att vissa skolprogram fanns att tillämpa som minskar tobakskonsumtionen bland unga.

## Miljöpåverkan
Tobak har destruktiva effekter på miljön. Produktionen av tobak som återfinns i bland annat snus och cigaretter utgör tobaksindustrin. Denna industri beräknas döda åtta miljoner människor, skövla sexhundra miljoner träd och förbruka tvåhundratusen hektar av land. Dessutom använder den upp tjugotvå biljoner ton vatten och släpper ut åttiofyra miljoner ton koldioxid varje år. Odlingen av tobak har sitt fäste i utvecklingsländer, cirka 90 % av produktionen sker i dessa länder. Konsumtionen däremot sker i störst utsträckning i de redan utvecklade länderna.
Tobak växer vanligtvis utan växelföljd med andra grödor. Detta leder till att tobaksplantan är i riskzon för olika typer av pest och sjukdomar. I sin tur behöver då plantan besprutas med stora mängder kemikalier och liknande ämnen så att plantan ska växa och vara frisk. Dessa kemikalier är mycket skadliga för miljön och de behandlas ofta inte rätt av farmarna vilket leder till en hälsorisk. För att ha plats med den massiva produktionen av tobak skövlas stora landmassor bort i syfte att bli odlingsmark. Det är estimerad att ungefär 1,5 biljoner hektar av skog, främst tropisk skog, skövlats bort sedan 1970-talet. Orsaker från detta är en ökning med 20 % av årligt utsläpp av växthusgaser. Detta medför att skogshyvling är en av det största faktorierna till koldioxidutsläpp och dess klimatpåverkan. Dessutom finns det bevis att avskogningen av träd och andra arter på grund av tobaksodling är ett oåterkalleligt hot mot den biologiska mångfalden.
Cigarettfimpar är den form av nedskräpning som är vanligast i världen. Då ungefär 5,6 triljoner cigaretter röks varje år är det inte svårt att förstå. Under 2009 års ”Ocean Conservancy's yearly International Coastal Cleanup” var cigarettfimpar den vanligast förekommande skräpet som hittades längst kustlinjer. Totalt hittades 2 189 252 cigaretter under projektet. För att sätta de siffrorna i perspektiv motsvarar det ungefär 372 kg och 1095 liter cigaretter. Det finns många studier som påvisar att de kemikalier som finns i fimpar som slängs längs kusterna påverkar det marina livet negativt. Runt om i hela världen är det estimerat att det finns mellan 340 och 680 miljoner kilogram av tobaksavfall varje år, det innebär att ungefär två tredjedelar av varje rökt cigarett slängs på marken.. Tobaksavfall innehåller över 7000 toxiska kemikalier Exempelvis kolmonoxid, vätecyanid, kväveoxid, ammoniak, bensen, fenol, argon och aceton. Det finns studier som visar att fimpar påverkar vattenkvalitet negativt i vårt stadsvatten..

## Bilder

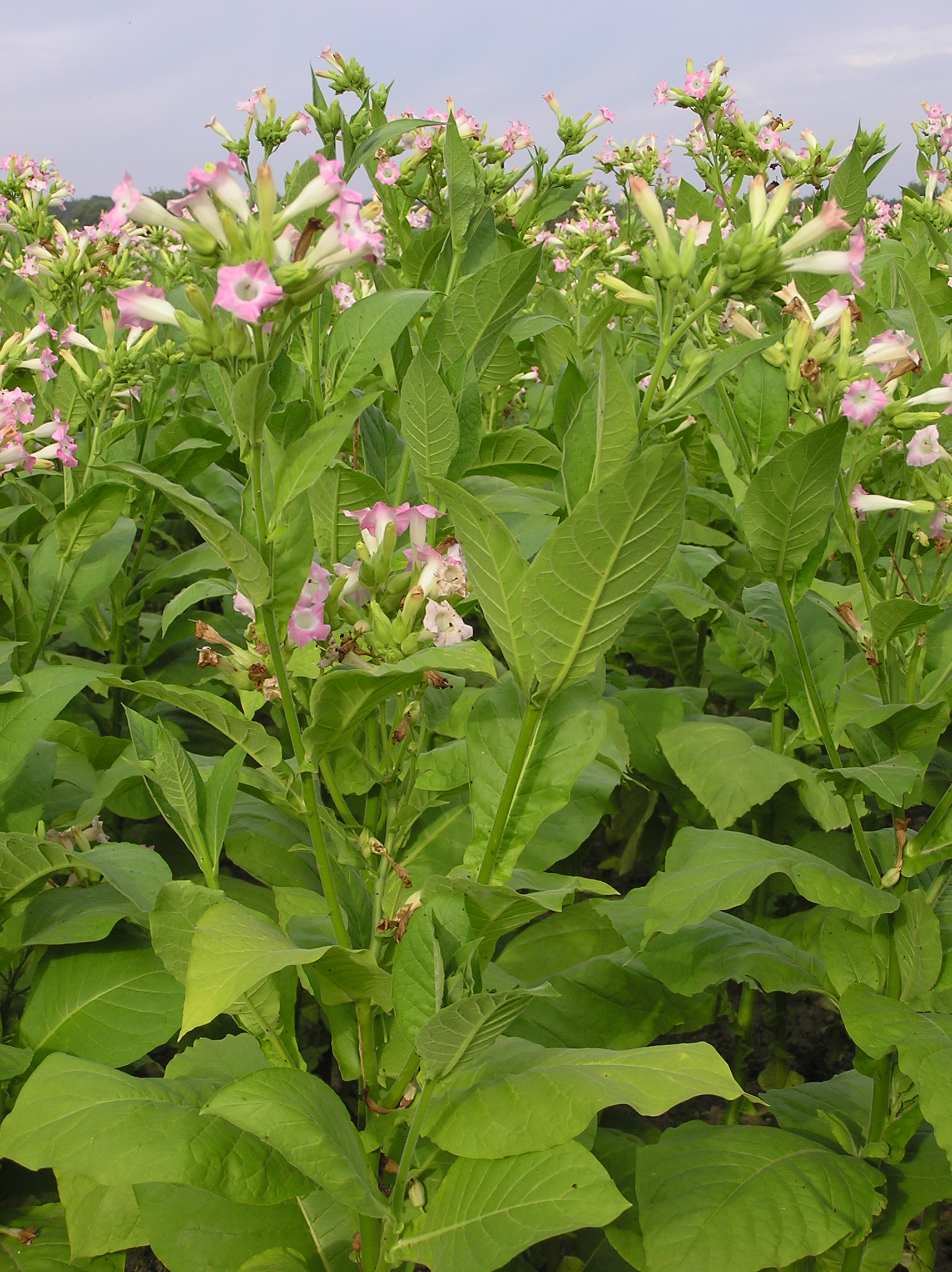
Blommande tobak Nicotiana tabacum
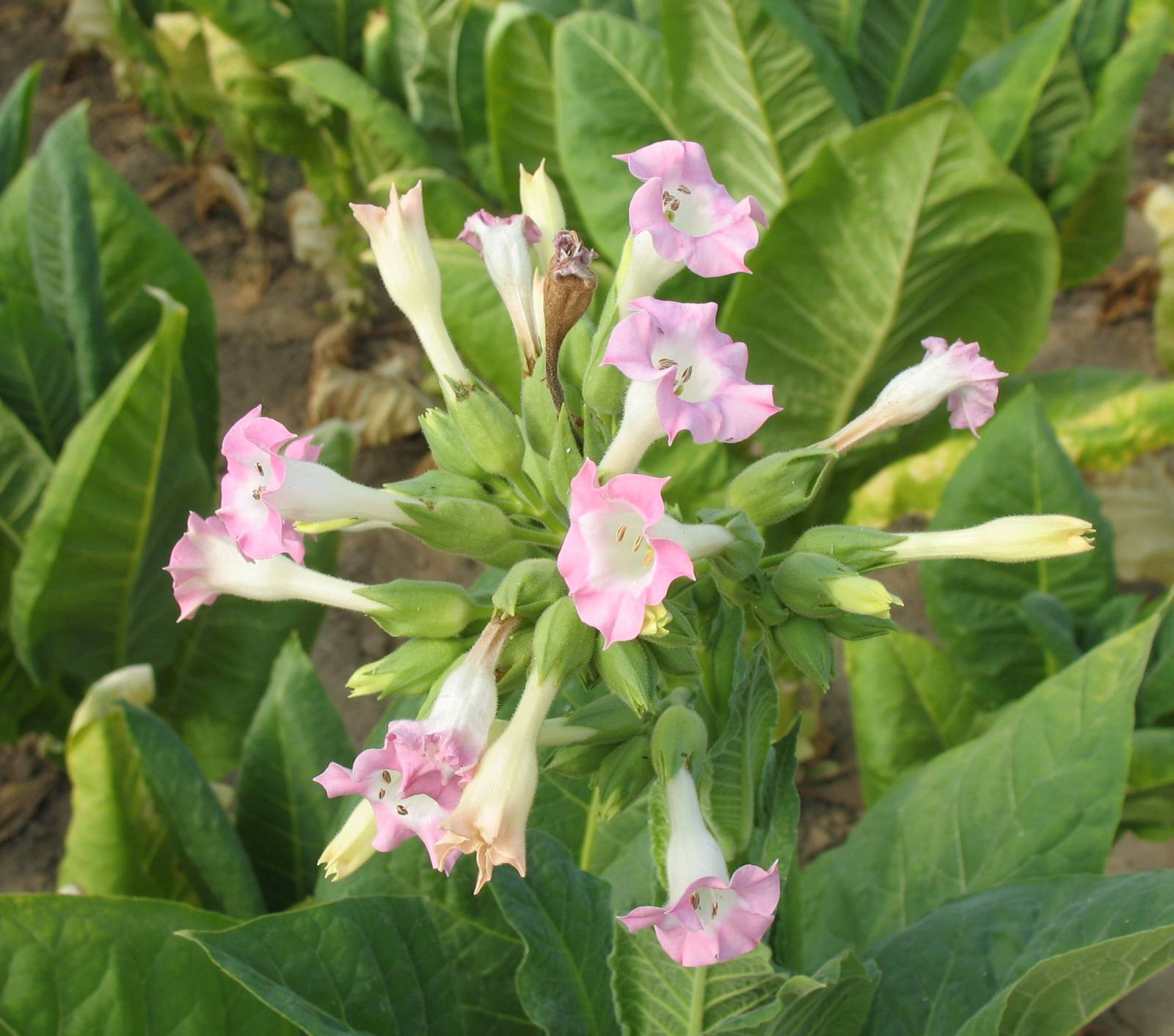
Tobaksblommor
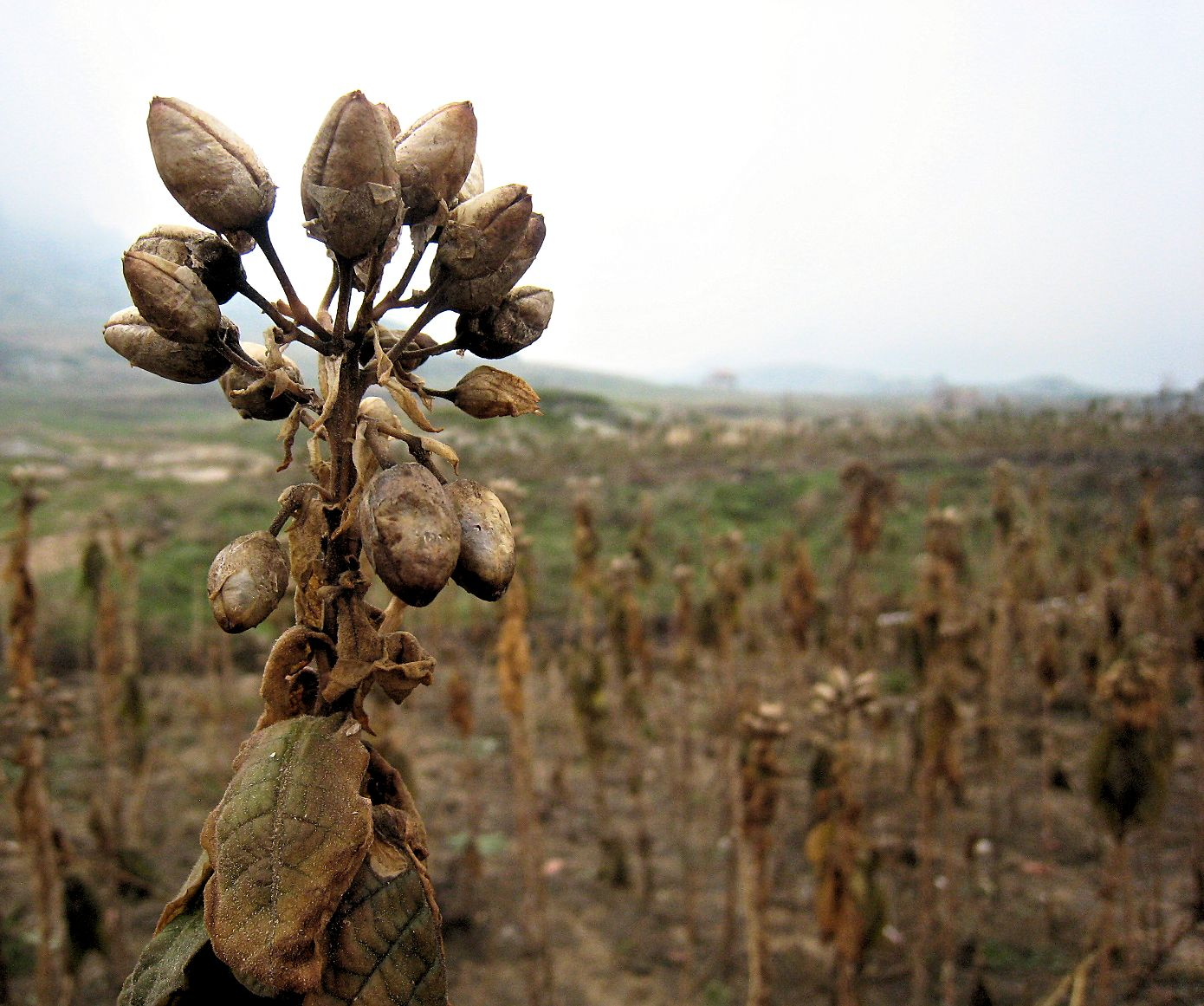
Tobaksfrukter
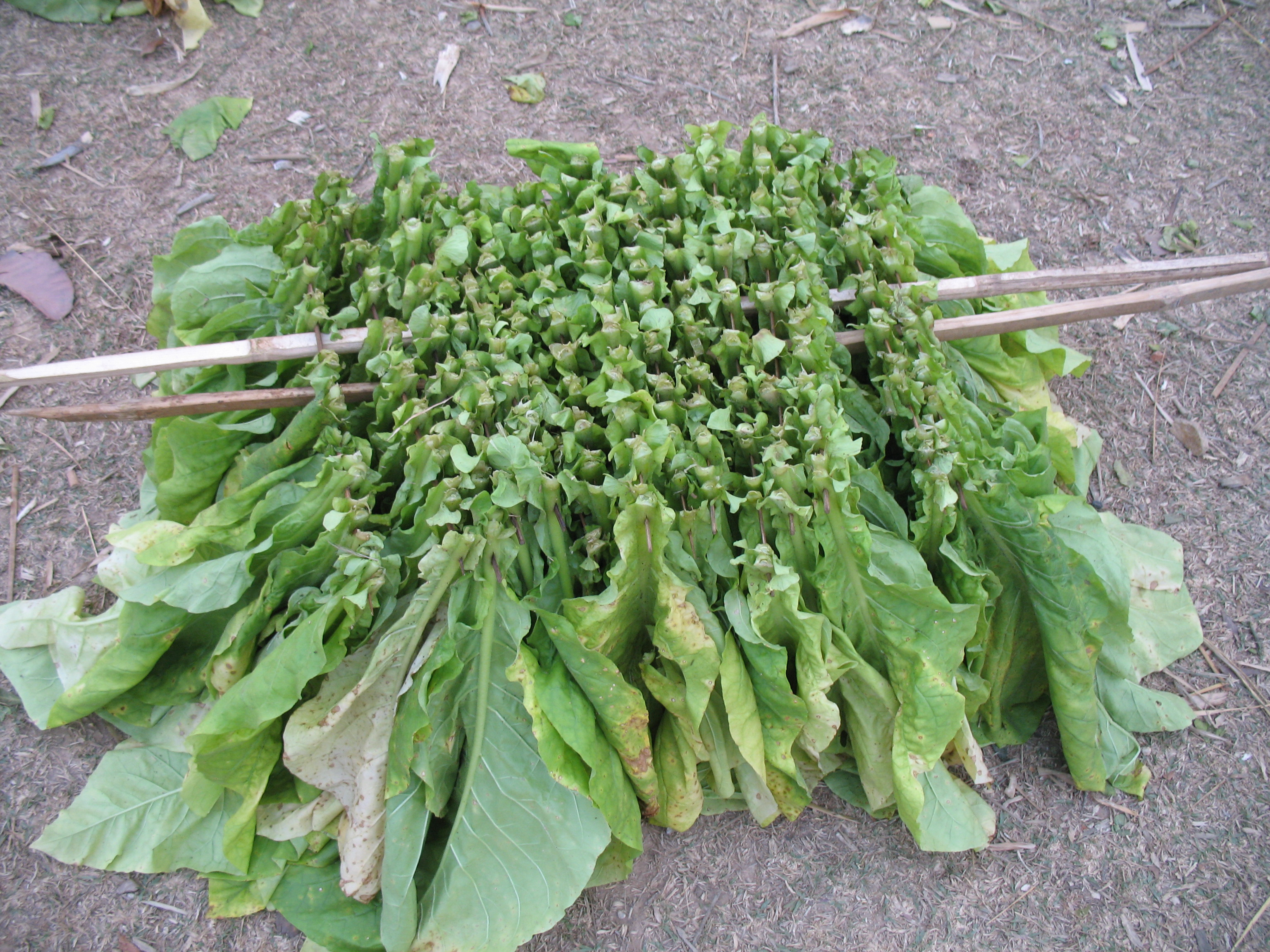
En knippa tobaksblad iordningställd för torkning "Sättes på sträng"
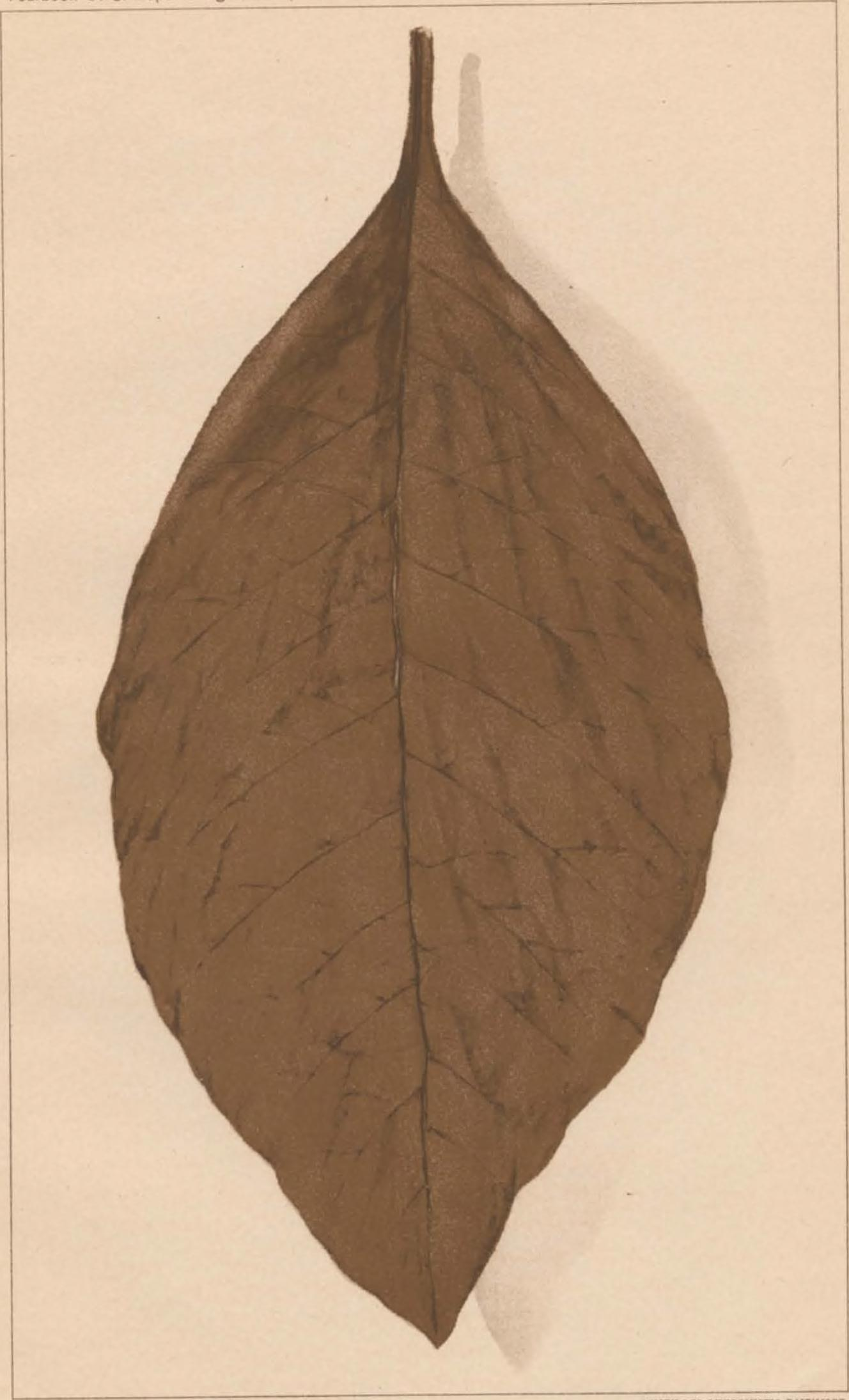
Torkat tobaksblad
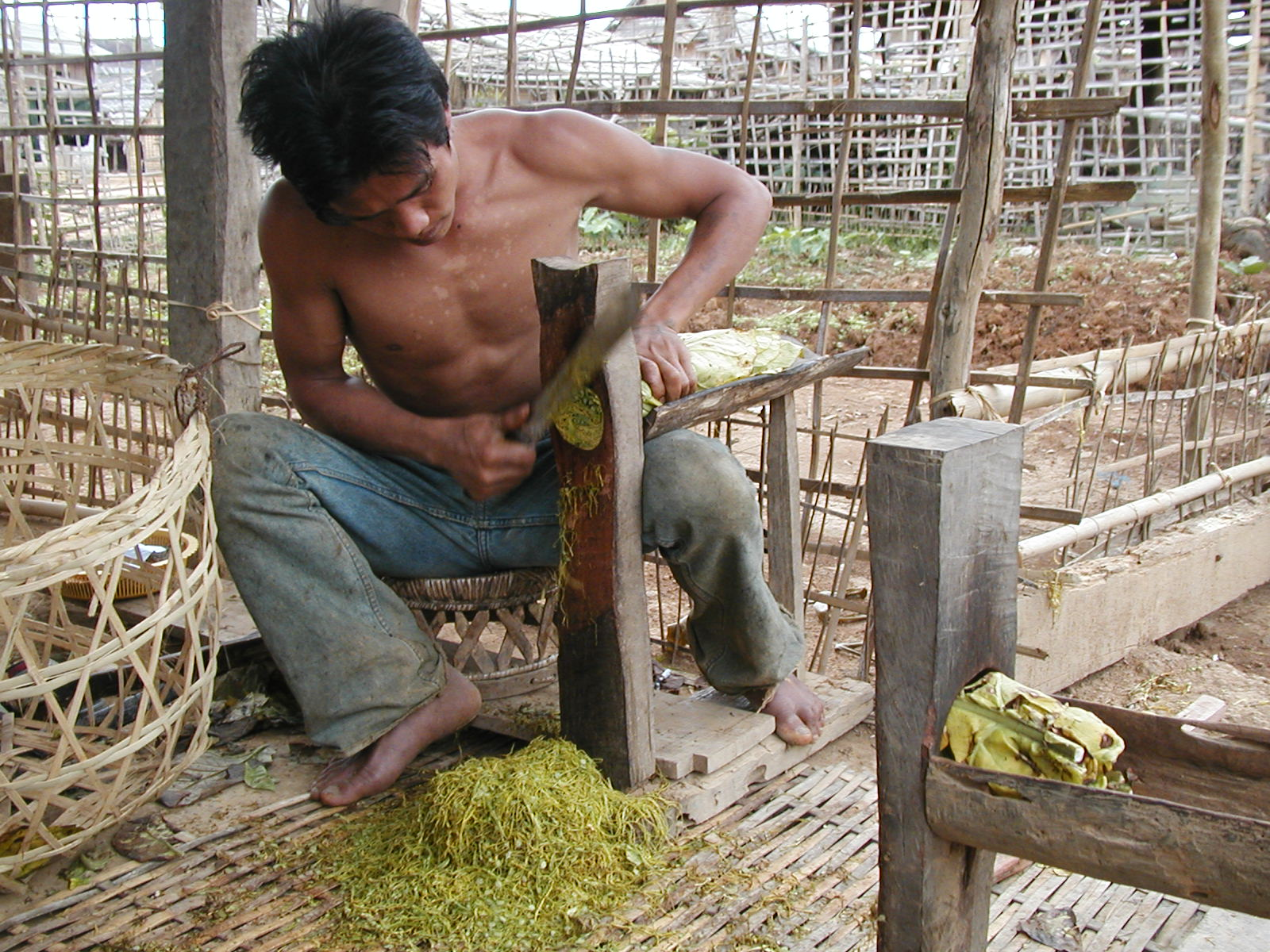
Skärning av tobaksblad
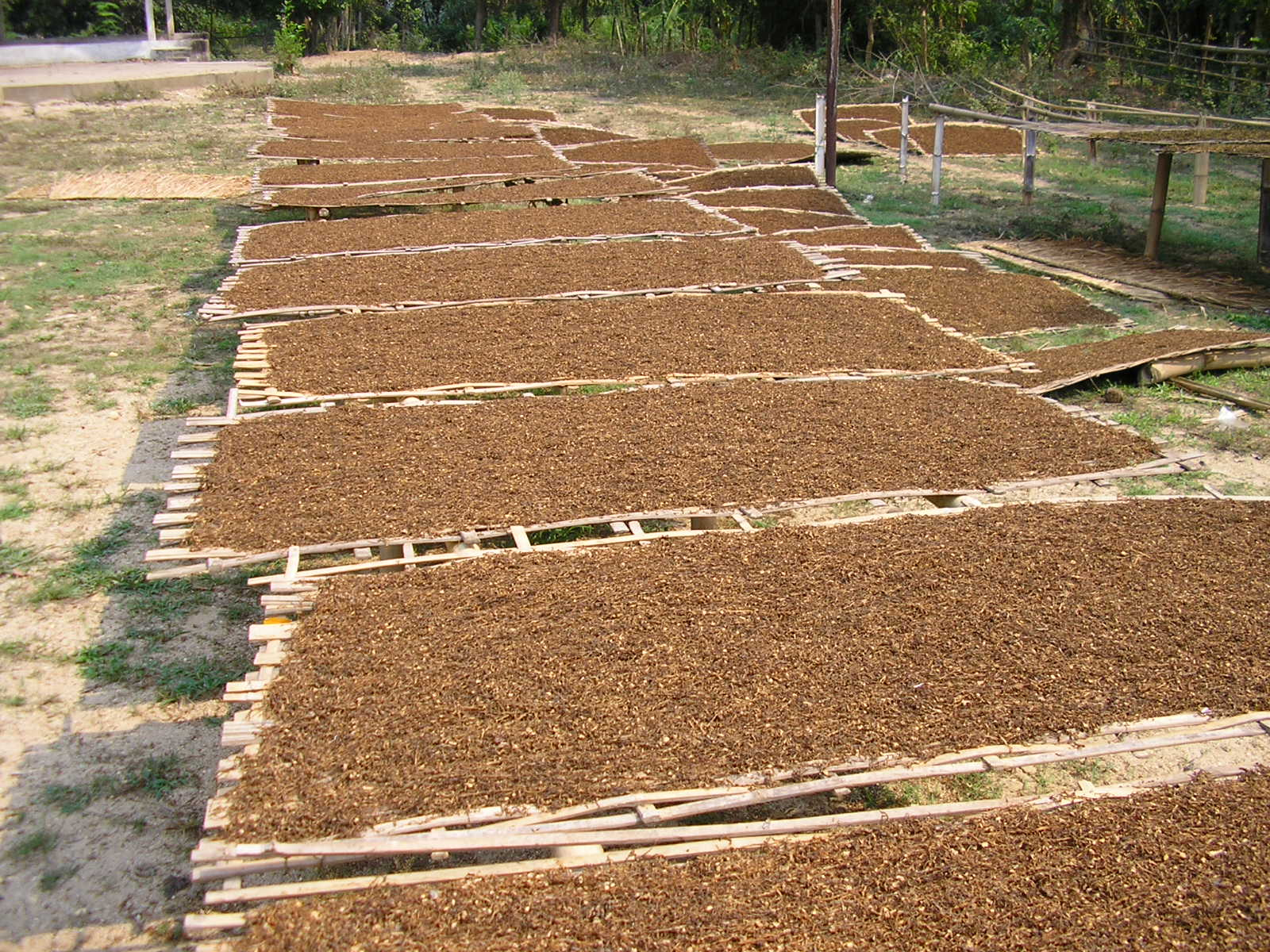
Torkning av skuren tobak
Årlig cigarettkonsumtion 2016 Personer 15 år och äldre